# レニー・ウィクリフ
レニー・ウィクリフ(Renee Wickliffe、1987年5月30日 - ）は、ニュージーランドの女子ラグビー選手。

## プロフィール
- ニュージーランド出身[1]。
- ポジションはウィング(WTB)。
- 身長 164cm、体重 63kg
- ラグビーワールドカップセブンズ2009・ラグビーワールドカップセブンズ2013の7人制女子ニュージーランド代表に選ばれた。
- 女子ニュージーランド代表キャップは44（2022年11月現在）で2010年W杯・2014年W杯・2017年W杯の女子ニュージーランド代表に選ばれた[2]。

## 略歴
2022年、ラグビーワールドカップ2021の女子ニュージーランド代表に選ばれて、ブラックファーンズ2大会連続優勝に貢献。